# Martin Freinademetz
Martin "Frejn" Freinademetz (* 10. Dezember 1969 in Innsbruck) ist ein ehemaliger österreichischer Profi-Snowboarder und gilt als einer der ersten erfolgreichen Athleten des Sports in Europa.

## Biographie
Als Sohn eines Ingenieurs für Brückenbau und einer Lehrerin, waren ursprünglich andere Pläne für seine Karriere vorgesehen. In seiner Jugend kam Martin das erste Mal in Kontakt mit Snowboards und vertiefte sich bald in den zu dieser Zeit in Europa noch eher unbekannten Sport. 1988 wurde er ins Burton Race Team aufgenommen. Ein Jahr später schloss er seine Ausbildung in Innsbruck ab und wurde noch im selben Jahr Tiroler Meister.
In den folgenden Jahren stieg Martin Freinademetz zu einem der einflussreichsten europäischen Profisnowboarder auf und engagierte sich auch abseits der Piste für den Sport und dessen Organisation. Er koordinierte mehrere große Bewerbe und arbeitete auch für die Austrian Snowboarding Association, die Professional Snowboarder Association und die International Snowboarding Federation. Er gilt als einer der erfolg- und einflussreichsten Snowboarder Europas, nicht nur aufgrund seiner Leistungen, sondern auch wegen seiner ausgedehnten administrativen Tätigkeit für den Sport. So fungierte er auch jahrelang als (Mit-)Veranstalter vieler großer Snowboardveranstaltungen wie z. B. dem Kaunertal Opening, Speed is the Need oder dem Lords of the Boards in Fieberbrunn.
Bei den Olympischen Spielen 1998 in Nagano sorgte Freinademetz für einen Eklat: Nachdem er betrunken in einem Hotel randaliert hatte, wurde er von den Spielen ausgeschlossen, was für heftige Diskussionen um die noch junge Sportart bei ihrem ersten olympischen Antreten sorgte.
Zusammen mit Dieter Happ lieferte er beim Air & Style 2002 in Seefeld in Tirol eine improvisierte Vorstellung im Freestyle Motocross und ließ damit auch diese Disziplin in den Bewerb einfließen.
Nach seiner Karriere als Profisnowboarder wurde er Vorsitzender des neugegründeten Österreichischen Snowboardverbands (New Austrian Snowboard Association) und konzentrierte sich auch auf Motocross (Freestyle und Rallye), die Organisation von Abenteuertouren in Rumänien und ist seit 2004 als Bauleiter tätig. In Sibiu organisiert er unter anderem die Red Bull Romaniacs, eine der anspruchsvollsten Enduro-Rallyes der Welt, an welchem auch viele weltweit etablierte Fahrer teilnehmen.

## Erfolge
- 9-facher österreichischer Snowboardmeister
- 3-facher europäischer Snowboardmeister
- 4-facher World Pro Tour Sieger
- 2-facher Weltmeister (ISF)
- Alpine Snowboarder of the Year